# Bradley Efron
Bradley Efron (Saint Paul, Minnesota, 24 de maig de 1938) és un estadístic estatunidenc ben conegut per la tècnica del bootstraping amb gran impacte en l'estadística. El bootstrap va ser una de les primeres tècniques estadístiques intensives d'ordinador que reemplaçà l'àlgebra tradicional amb simulacions de dades basades en l'ordinador. Efron era fill de jueus emigrants de Rússia. Va assistir al California Institute of Technology, i es graduà en matemàtica el 1960. Ha estat professor d'estadística a la Universitat Stanford.

## Obres
- Efron, B.; Hinkley, D.V. «Assessing the accuracy of the maximum likelihood estimator: Observed versus expected Fisher Information». Biometrika, 65, 3, 1978, pàg. 457–487. DOI: 10.1093/biomet/65.3.457. JSTOR: 2335893.
- Bradley Efron «Bootstrap Methods: Another Look at the Jackknife». The Annals of Statistics, 7, 1, 1979, pàg. 1–26. DOI: 10.1214/aos/1176344552.
- Bradley Efron; Robert Tibshirani. An Introduction to the Bootstrap.  Chapman & Hall/CRC, 1994. ISBN 9780412042317.
- Efron, B. (1979). "Computer and the theory of statistics: thinking the unthinkable". SIAM Review.
- Efron, B. (1981). "Nonparametric estimates of standard error: The jackknife, the bootstrap and other methods". Biometrika, 68, 589-599.
- Efron, B. (1982). "The jackknife, the bootstrap, and other resampling plans". Society of Industrial and Applied Mathematics CBMS-NSF Monographs, 38.
- Diaconis, P. & Efron, B. (1983). "Computer-intensive methods in statistics". Scientific American, May, 116-130.
- Efron, B. (1983). "Estimating the error rate of a prediction rule: improvement on cross-validation". J. Amer. Statist. Assoc.
- Efron, B. (1985). "Bootstrap confidence intervals for a class of parametric problems." Biometrika.
- Efron, B. (1987). "Better bootstrap confidence intervals". J. Amer. Statist. Assoc.
- Efron, B. (1990). "More efficient bootstrap computations". J. Amer. Statist. Assoc.
- Efron, B. (1991). "Regression precentiles using asymmetric squared error loss". Statistica sinica.
- Efron, B. (1992). "Jackknife-after-bootstrap standards errors and influence functions". in Journal of the Royal Statistical Society
- Efron, B., & Tibshirani, R. J. (1993). "An introduction to the bootstrap". New York: Chapman & Hall, software Arxivat 2012-07-12 at Archive.is.